# Discografia dei Motion City Soundtrack
La seguente è la discografia del gruppo pop punk statunitense Motion City Soundtrack.

## Album ed EP
| Titolo                  | Data di pubblicazione | Tipo di pubblicazione | Etichetta                 |
| ----------------------- | --------------------- | --------------------- | ------------------------- |
| Promenade/Carolina      | 1999                  | Singolo da 7"         |                           |
| Kids for America        | 2000                  | EP                    |                           |
| Back to the Beat        | 2000                  | EP                    | Modern Radio Records      |
| I Am the Movie          | 2002                  | Demo                  |                           |
| I Am the Movie          | 24 giugno 2003        | Album di studio       | Epitaph                   |
| Schatzi Split           | 22 aprile 2003        | EP Split              | Doghouse Records          |
| Limbeck Split           | 2004                  | EP Split              | Vinyl Nerd Records        |
| Matchbook Romance Split | 27 settembre 2004     | Split EP              | Epitaph                   |
| Commit This to Memory   | 7 giugno 2005         | Album di studio       | Epitaph                   |
| Even If It Kills Me     | 18 settembre 2007     | Album di studio       | Epitaph                   |
| Acoustic EP             | 6 maggio 2008         | EP digitale           | Pubblicato tramite iTunes |
| My Dinosaur Life        | 19 gennaio 2010       | Album di studio       | Columbia                  |
| Go                      | 12 giugno 2012        | Album di studio       | Columbia Records          |

## Singoli
| Titolo                   | Data di pubblicazione | Pubblicato anche su   | Etichetta |
| ------------------------ | --------------------- | --------------------- | --------- |
| The Future Freaks Me Out | 17 novembre 2003      | I Am the Movie        | Epitaph   |
| My Favorite Accident     | 9 dicembre 2003       | I Am the Movie        | Epitaph   |
| Everything Is Alright    | 2005                  | Commit This to Memory | Epitaph   |
| Hold Me Down             | 20 febbraio 2006      | Commit This to Memory | Epitaph   |
| L.G. FUAD                | 2006                  | Commit This to Memory | Epitaph   |
| Broken Heart             | 26 giugno 2007        | Even If It Kills Me   | Epitaph   |
| This Is for Real         | 7 agosto 2007         | Even If It Kills Me   | Epitaph   |
| It Had to Be You         | 2008                  | Even If It Kills Me   | Epitaph   |

## Apparizioni in compilation
- The Cornerstone Player #33 (2002) - The Future Freaks Me Out
- Chain Reaction (2003) - The Future Freaks Me Out
- Doghouse Spring/Summer Sampler (2003) - Throw Down
- Loud Like Enemies Strange (2003) - The Future Freaks Me Out
- Punk-O-Rama Vol. 8 (2003) - Don't Call It a Comeback
- Vans off the Wall Volume VI (2003) - My Favorite Accident
- Warped Tour 2003 Tour Compilation (2003) - My Favorite Accident
- In Honor: A Compilation to Beat Cancer (2003) - My Favorite Accident (Acoustic)
- Epitaph Sampler (2004) - The Future Freaks Me Out
- Punk-O-Rama Vol. 9 (2004) - Throw Down, The Future Freaks Me Out
- Burnout 3 soundtrack (2004) - My Favorite Accident
- Warped Tour 2004 Tour Compilation (2004) - Capital H
- Atticus: ...Dragging the Lake, Vol. 3 (2005) - One Thousand Paper Cranes
- ¡Policia!: A Tribute to the Police (2005) - Truth Hits Everybody
- Punk-O-Rama Vol. 10 (2005) - When You're Around
- Punk Goes 80's (2005) - Pop Song 89
- Warped Tour 2005 Tour Compilation (2005) - Make Out Kids
- Machine Shop Mixtape: Volume 1 (2005) - Everything Is Alright
- Bad News Bears: Original Motion Picture Soundtrack (2005) - Everything Is Alright
- Sound of Superman (2006) - The Worst Part
- Saints Row soundtrack (2006) - Everything Is Alright
- Unsound Vol. 1 (2006) - Attractive Today, Hold Me Down
- Warped Tour 2006 Tour Compilation (2006) - When You're Around
- John Tucker Must Die Soundtrack (2006) - Better Open the Door
- Accepted (2006) (trailer) - Everything is Alright
- MLB 2006 The Show (2006) -Everything is Alright
- Warped Tour 2008 Tour Compilation (2008) - Fell in Love Without You
- Best of Punk-O-Rama (2006) -Everything is Alright